# Klara Fey
Clara Fey (ur. 11 kwietnia 1815 w Akwizgranie, zm. 8 maja 1894 w Simpelveld) – niemiecka zakonnica, założycielka zgromadzenia Sióstr Ubogich Dzieciątka Jezus, błogosławiona Kościoła katolickiego.

## Biografia
Clara Fey urodziła się 11 kwietnia 1815 jako czwarte z pięciorga dzieci producenta odzieży Petera Ludwiga Josepha Feya i emigrantki z Eupen Anny Kathariny Eleonory Fey z domu Schweling. W wieku 5 lat zmarł jej ojciec, wówczas wychowaniem zajęła się jej matka. Dzięki religijnemu wychowaniu przez jej matkę, jeden z braci Clary został kapłanem, drugi zakonnikiem.
W 1844 założyła zgromadzenie Sióstr Ubogich Dzieciątka Jezus i jednocześnie została wybrana na przełożoną generalną. Zmarła 8 maja 1894 w Simpelveld i została pochowana na pobliskim cmentarzu. 
W 1951 zainicjowano jej proces beatyfikacyjny, a w 1991 papież Jan Paweł II podpisał dekret o heroiczności cnót. 4 maja 2017 papież Franciszek podpisał dekret o jej cudzie. Jej beatyfikacja nastąpiła 5 maja 2018 w Akwizgranie.
Jej wspomnienie liturgiczne wyznaczono na 8 maja (dies natalis).